# Presidente del Consiglio dei ministri (Francia)
In Francia, il Presidente del Consiglio (in francese Président du Conseil) o ufficialmente Presidente del Consiglio dei ministri (Président du Conseil des ministres) era il capo del governo durante la Terza Repubblica e la Quarta Repubblica. Nella Quinta Repubblica il capo del governo è chiamato "primo ministro" ed è dotato di poteri e funzioni in parte differenti.
Il titolo di "presidente del Consiglio" iniziò ad essere utilizzato in Francia ancora all'epoca della restaurazione e della monarchia di Luglio e venne utilizzato per la prima volta da Talleyrand nel 1815.
Nei primi anni della Terza repubblica il capo del governo era indicato come vicepresidente del Consiglio, dato che il Consiglio dei ministri veniva presieduto dal presidente della repubblica. Dopo la crisi politica del 1876 e le tensioni tra capo del governo e presidente della repubblica il capo del governo cominciò ad essere chiamato "presidente del Consiglio"; il primo a ricevere questo titolo fu Jules Dufaure. Nonostante l'introduzione di questo titolo, dal punto di vista costituzionale la carica non era prevista e il presidente della repubblica continuò ad essere formalmente a capo del governo fino al 1934; in alcuni periodi (rivoluzione del 1848, regime di Vichy...) si tornò a chiamare il presidente della repubblica "presidente del Consiglio" e il capo del governo "vicepresidente del Consiglio".